# Beitar Jérusalem Football Club
Pour les articles homonymes, voir Betar (homonymie).
Maillots
Actualités
Le Beitar Jérusalem Football Club (en hébreu : מועדון כדורגל בית"ר ירושלים), plus couramment abrégé en Beitar Jérusalem, est un club israélien de football fondé en 1936 et basé à Jérusalem en Israël.
Le club est la section football du club omnisports du même nom, le Beitar Jérusalem.
Le Beitar est très populaire dans le pays et est le 3e club israélien le plus suivi, ainsi que la 4e équipe tout sport confondu (derrière l'équipe de football du Maccabi Haïfa les équipes de football et de basket du Maccabi Tel-Aviv).
Le club est connu pour les idées et les agissements racistes de ses supporters et son groupe ultra "La Familia" considérés comme hostiles aux arabes et aux musulmans, et favorable à l'extrême droite israélienne. La Familia a été déclarée organisation criminelle en 2013 par la ministre des sports Limor Livnat.

## Histoire du club
Le Beitar Jerusalem Football Club est fondé en 1936 sous le nom de Menorah (basé principalement sur des jeunes dont l'esprit était d'une idéologie Betar) par David Horn et Shlomo Kirstein, en tant que groupe d'amateurs.
Durant les années 1960, le Beitar évolue principalement dans les ligues inférieures.
La première grande performance du club vient lors de la saison 1971-72, saison où le Beitar finit vice-champion du pays. Le premier titre de l'histoire du club est remporté en 1975-76 lorsque le Beitar remporte la finale de la Coupe d'Israël (après avoir perdu en finale la saison d'avant).
Au cours de la saison 1986-87, le club remporte le tout premier titre de champion de son histoire, qui sera suivi de cinq autres (en 1992-93, 1996-97, 1997-98, 2006-07 puis en 2007-08).
En décembre 2020, il est annoncé que le cheikh Hamad bin Khalifa Al Nahyan, membre de la famille royale d’Abou Dhabi, achète 50 % de l’équipe. 
Des affrontements entre supporters se produisent à la suite de cette annonce. Pour le Haaretz, en finançant le Beitar Jérusalem, « les Émiratis font preuve de stratégie en investissant dans ce qui est [aujourd’hui] la classe dirigeante en Israël ». Toutefois, il semble que l'affaire n'ait pas été finalisée et en septembre 2021, Moshe Hogeg, le propriétaire du club depuis 2018, annonce qu’il met en vente le Beitar Jérusalem.
Finalement, en août 2022, après une longue incertitude, l’ancien propriétaire Moshe Hogeg, qui entretemps a été mis en examen dans des affaires de fraude, de proxénétisme et de crimes sexuels, signe un contrat avec l’ex-propriétaire du club de football de Bnei Yehuda, Barak Abramov, grâce à l’aide de l’ancien maire de Jérusalem, Nir Barkat.

## Bilan sportif

### Palmarès
| \| - Championnat d'Israël (6) : - Champion : 1986-87, 1992-93, 1996-97, 1997-98, 2006-07 et 2007-08. - Vice-champion : 1971-72, 1975-76, 1977-78, 1978-79, 1983-84 et 1984-85. - Coupe d'Israël (8) : - Vainqueur : 1975-76, 1978-79, 1984-85, 1985-86, 1988-89, 2007-08, 2008-09 et 2022-23. - Finaliste : 1974-75, 1998-99, 1999-00, 2017-18 et 2024-25. \| \| - Coupe de la Ligue Israélienne (3) : - Vainqueur : 1997-98, 2009-10 et 2019-20. - Supercoupe d'Israël (2) : - Vainqueur : 1976 et 1986. - Finaliste : 1978, 1979, 1985, 1989 et 2023. \| |  | |
| - Championnat d'Israël (6) : - Champion : 1986-87, 1992-93, 1996-97, 1997-98, 2006-07 et 2007-08. - Vice-champion : 1971-72, 1975-76, 1977-78, 1978-79, 1983-84 et 1984-85. - Coupe d'Israël (8) : - Vainqueur : 1975-76, 1978-79, 1984-85, 1985-86, 1988-89, 2007-08, 2008-09 et 2022-23. - Finaliste : 1974-75, 1998-99, 1999-00, 2017-18 et 2024-25. |  | - Coupe de la Ligue Israélienne (3) : - Vainqueur : 1997-98, 2009-10 et 2019-20. - Supercoupe d'Israël (2) : - Vainqueur : 1976 et 1986. - Finaliste : 1978, 1979, 1985, 1989 et 2023. |

### Bilan européen
Légende
- Victoire ou qualification pour le tour suivant
- Match nul
- Défaite ou élimination de la compétition

Note : dans les résultats ci-dessous, le score du club est toujours donné en premier.
| Saison    | Compétition             | Tour                | Club                 | Domicile | Extérieur | Total     |
| --------- | ----------------------- | ------------------- | -------------------- | -------- | --------- | --------- |
| 1993-1994 | Ligue des champions     | Tour préliminaire   | Zimbru Chișinău      | 2 - 0    | 1 - 1     | 3 - 1     |
| 1993-1994 | Ligue des champions     | Seizièmes de finale | Lech Poznań          | 2 - 4    | 0 - 3     | 2 - 7     |
| 1995      | Coupe Intertoto         | Groupe 10           | Sporting Charleroi   | 0 - 1    | N/A       | Cinquième |
| 1995      | Coupe Intertoto         | Groupe 10           | Bursaspor            | N/A      | 0 - 2     | Cinquième |
| 1995      | Coupe Intertoto         | Groupe 10           | Rosenborg BK         | 3 - 5    | N/A       | Cinquième |
| 1995      | Coupe Intertoto         | Groupe 10           | Wimbledon FC         | N/A      | 0 - 0     | Cinquième |
| 1996-1997 | Coupe UEFA              | Premier tour Q      | Floriana FC          | 3 - 1    | 5 - 1     | 8 - 2     |
| 1996-1997 | Coupe UEFA              | Deuxième tour Q     | FK Bodø/Glimt        | 1 - 5    | 1 - 2     | 2 - 7     |
| 1997-1998 | Ligue des champions     | Premier tour Q      | Sileks Kratovo       | 3 - 0    | 0 - 1     | 3 - 1     |
| 1997-1998 | Ligue des champions     | Deuxième tour Q     | Sporting CP          | 0 - 0    | 0 - 3     | 0 - 3     |
| 1997-1998 | Coupe UEFA              | 32es de finale      | Club Bruges          | 2 - 1    | 0 - 3     | 2 - 4     |
| 1998-1999 | Ligue des champions     | Premier tour Q      | B36 Tórshavn         | 4 - 1    | 1 - 0     | 5 - 1     |
| 1998-1999 | Ligue des champions     | Deuxième tour Q     | SL Benfica           | 4 - 2    | 0 - 6     | 4 - 8     |
| 1998-1999 | Coupe UEFA              | 32es de finale      | Rangers FC           | 1 - 1    | 2 - 4     | 3 - 5     |
| 2000-2001 | Coupe UEFA              | Tour préliminaire   | WIT Georgia Tbilissi | 1 - 1    | 3 - 0     | 4 - 1     |
| 2000-2001 | Coupe UEFA              | 64es de finale      | PAOK Salonique       | 3 - 3    | 1 - 3     | 4 - 6     |
| 2005      | Coupe Intertoto         | Premier tour        | Sileks Kratovo       | 4 - 3    | 2 - 1     | 6 - 4     |
| 2005      | Coupe Intertoto         | Deuxième tour       | Slovan Liberec       | 1 - 2    | 1 - 5     | 2 - 7     |
| 2006-2007 | Coupe UEFA              | Deuxième tour Q     | Dinamo Bucarest      | 1 - 1    | 0 - 1     | 1 - 2     |
| 2007-2008 | Ligue des champions     | Deuxième tour Q     | FC Copenhague        | 1 - 1 ap | 0 - 1     | 1 - 2     |
| 2008-2009 | Ligue des champions     | Deuxième tour Q     | Wisła Cracovie       | 2 - 1    | 0 - 5     | 2 - 6     |
| 2015-2016 | Ligue Europa            | Premier tour Q      | Ordabasy Chymkent    | 2 - 1    | 0 - 0     | 2 - 1     |
| 2015-2016 | Ligue Europa            | Deuxième tour Q     | Sporting Charleroi   | 1 - 4    | 1 - 5     | 2 - 9     |
| 2016-2017 | Ligue Europa            | Premier tour Q      | Sloboda Tuzla        | 1 - 0    | 0 - 0     | 1 - 0     |
| 2016-2017 | Ligue Europa            | Deuxième tour Q     | Omonia Nicosie       | 1 - 0    | 2 - 3     | 3E - 3    |
| 2016-2017 | Ligue Europa            | Troisième tour Q    | FK Jelgava           | 3 - 0    | 1 - 1     | 4 - 1     |
| 2016-2017 | Ligue Europa            | Barrages Q          | AS Saint-Étienne     | 1 - 2    | 0 - 0     | 1 - 2     |
| 2017-2018 | Ligue Europa            | Premier tour Q      | Vasas SC             | 4 - 3    | 3 - 0     | 7 - 3     |
| 2017-2018 | Ligue Europa            | Deuxième tour Q     | Botev Plovdiv        | 1 - 1    | 0 - 4     | 1 - 5     |
| 2018-2019 | Ligue Europa            | Premier tour Q      | Chikhura Satchkhere  | 1 - 2    | 0 - 0     | 1 - 2     |
| 2020-2021 | Ligue Europa            | Premier tour Q      | Teuta Durrës         | N/A      | 0 - 2     | 0 - 2     |
| 2023-2024 | Ligue Europa Conférence | Deuxième tour Q     | PAOK Salonique       | 1 - 4    | 0 - 0     | 1 - 4     |
| 2025-2026 | Ligue Conférence        | Deuxième tour Q     | Sutjeska Nikšić      | 5 - 2    | 2 - 1     | 7 - 3     |
| 2025-2026 | Ligue Conférence        | Troisième tour Q    | Riga FC              | 3 - 1    | 0 - 3     | 3 - 4     |

## Personnalités du club

### Effectif actuel (2022-2023)
| N° | Nat.               | Poste | Nom du joueur      |
| -- | ------------------ | ----- | ------------------ |
| 1  | Drapeau d’Israël   | G     | Netanel Daloya     |
| 2  | Drapeau d’Israël   | M     | Avishay Cohen (en) |
| 4  | Drapeau d’Israël   | D     | Orel Dgani         |
| 5  | Drapeau d’Israël   | D     | Or Zahavi          |
| 7  | Drapeau d’Israël   | A     | Yarden Shua        |
| 8  | Drapeau d’Israël   | M     | Dan Azaria         |
| 9  | Drapeau du Nigeria | A     | Fred Friday        |
| 10 | Drapeau d’Israël   | M     | Bar Cohen          |
| 12 | Drapeau d’Israël   | A     | Nehoray Dabush     |
| 15 | Drapeau d’Israël   | M     | Ilay Madmon        |
| 18 | Drapeau d’Israël   | D     | Grigori Morozov    |
| 20 | Drapeau d’Israël   | D     | Uri Dahan          |
| 21 | Drapeau d’Israël   | M     | Adi Yona           |

| No. | Nat.                        | Position | Nom du joueur   |
| --- | --------------------------- | -------- | --------------- |
| 22  | Drapeau d’Israël            | G        | Itamar Israeli  |
| 24  | Drapeau d’Israël            | M        | Ofir Kriaf ()   |
| 27  | Drapeau d’Israël            | D        | Li On Mizrahi   |
| 28  | Drapeau d’Israël            | D        | Amit Cohen      |
| 29  | Drapeau d’Israël            | M        | Meiron Tal      |
| 33  | Drapeau d’Israël            | G        | Roy Sason       |
| 36  | Drapeau d’Israël            | D        | Liel Deri       |
| 55  | Drapeau du Portugal         | G        | Miguel Silva    |
| 70  | Drapeau de la Colombie      | A        | Danilo Asprilla |
| 80  | Drapeau de la Côte d'Ivoire | M        | Trazié Thomas   |
| 98  | Drapeau de la Moldavie      | A        | Ion Nicolaescu  |
|     | Drapeau d’Israël            | M        | Yuval Ashkenazi |

### Présidents
- Eli Tabib
- Moshe Hogeg
- Arcadi Gaydamak
- Eli Ohana

### Entraîneurs
| - Israel Halivner (1968 - 1970) - Arie Radler (1971 - 1972) - Emmanuel Scheffer (1979 - 1980) - Arie Radler (1980 - 1981) - Eliyahu Offer (1981 - 1982) - Dror Kashtan (1985 - 1987) - Eliyahu Offer (1988) - Dror Kashtan (1988 - 1989) - Ze'ev Seltzer (1989 - 1991) - Michael Kadosh (1991 - 1992) - Dror Kashtan (1er juillet 1992 - 30 juin 1994) - Amazia Levkovitch (1994) - Yossi Mizrahi (1994 - 1995) - Eli Cohen I (1er juillet 1995 - 30 juin 1997) - Dror Kashtan (1er juillet 1997 - 30 juin 1999) - Eli Ohana (1er juillet 1999 - 30 juin 2000) - Eli Guttman (juillet 2000 - 1er mars 2001) - Yossi Mizrahi (juin 2001 - juillet 2001) - Eli Cohen I (1er juillet 2001 - 30 juin 2003) - Eli Ohana (1er juillet 2003 - 30 juin 2005) - Ton Caanen (5 juin 2005 - 12 décembre 2005) | - Luis Fernandez (13 décembre 2005 - 6 juin 2006) - Osvaldo Ardiles (1er juillet 2006 - 18 octobre 2006) - Yossi Mizrahi (octobre 2006 - 7 juin 2007) - Itzhak Shum : (1er juillet 2007 - 1er septembre 2008) - Reuven Atar : (2 septembre 2008 - 30 juin 2009) - Itzhak Shum (1er juillet 2009 - 30 février 2010) - David Amsalem (avril 2010 - 11 juin 2010) - Uri Malmilian (1er juillet 2010 - 17 janvier 2011) - Ronny Levy (17 janvier 2011 - 10 juin 2011) - David Amsalem (10 juin 2011 - 17 août 2011) - Yuval Naim (17 août 2011 - 8 février 2012) - Hanan Azulay (9 février 2012 - 13 février 2012) - Eli Cohen I (13 février 2012 - 4 mai 2013) - Eli Cohen II (4 mai 2013 - 3 décembre 2013) | - David Amsalem (3 décembre 2013 - 9 décembre 2013) - Ronny Levy (9 décembre 2013 - 10 mai 2014) - Menahem Koretski (10 mai 2014 - 15 janvier 2015) - Guy Levy (janvier 2015 - 15 juin 2015) - Slobodan Drapić (7 juin 2015 - 1er juin 2016) - Ran Ben Shimon (8 juin 2016 - 5 février 2017) - Sharon Mimer (6 février 2017 - 16 août 2017) - Gil Levanda (3 septembre 2017 - 28 septembre 2017) - Benny Ben Zuken (28 septembre 2017 - 1er juin 2018) - Guy Luzon (27 mai 2018 - 22 octobre 2018) - Nir Klinger (29 octobre 2018 - 4 juin 2019) - Ronny Levy (6 juin 2019 - 28 août 2020) - Slobodan Drapić (4 septembre 2020 -) |

## Identité du club

### Stade
Le stade à domicile du Beitar Jérusalem est le Stade Teddy, situé dans le quartier Malcha de Jérusalem, du nom du maire de l'époque, Teddy Kollek.

### Couleurs
Les couleurs identifiées par le groupe sont le jaune et le noir. Depuis 1960, la tenue de l'équipe à domicile est basée sur ces couleurs, le jaune étant la première tenue, la tenue secondaire noire et le troisième maillot du club étant blanc.

### Ancrage politique
Considéré comme le « club le plus raciste d’Israël », le Beitar Jérusalem est connu pour les deux chants anti-Arabes de ses supporters ultras : « Mahomet est mort » et « Mort aux Arabes ». Le club n’a jamais accepté de joueurs arabes dans son équipe.
Historiquement lié à l'idéologie du Beitar, la droite radicale nationaliste, il reste très connoté politiquement : « Pour tout ambitieux à droite de l’échiquier, à commencer par Benyamin Netanyahou, un passage par les gradins du Teddy Stadium avec une écharpe jaune sur les épaules reste un passage obligé. »

### Logos du club

Ancien logo.
Logo actuel.